# República de Sudán (1956-1969)
La República de Sudán, fue el estado que existió en el período desde 1 de enero de 1956 al 25 de mayo de 1969 en la historia de Sudán. El gobierno de Ismail al-Azhari detuvo temporalmente el avance hacia la autodeterminación de Sudán, con la esperanza de promover la unidad con Egipto. A pesar las políticas pro-egipcias de su Partido Unionista Nacional (NUP), que había ganado la mayoría en las elecciones parlamentarias de 1953, Ismail al-Azhari se dio cuenta de que la opinión popular se había desplazado en contra de la unión con Egipto. Como resultado, Azhari, que había sido el vocero principal de la «unidad del valle del Nilo» invierte la posición política de la NUP y apoyó la independencia de Sudán. El 19 de diciembre de 1955, el parlamento de Sudán, bajo la dirección de Azhari, adoptó por unanimidad una declaración de independencia, el 1 de enero de 1956, y así Sudán se convirtió en una república independiente. Azhari pidió la retirada de las tropas extranjeras y pidió a las potencias del condominio patrocinar un plebiscito antes de la fecha programada.

## Historia

### Periodo democrático

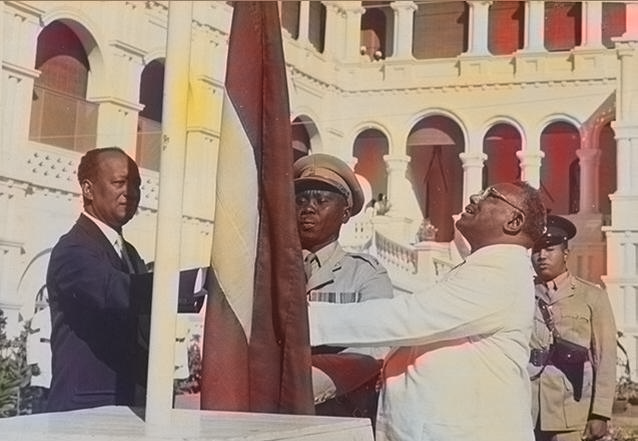
La bandera del Sudán fue izada en la ceremonia de independencia por el primer ministro Ismail Alazhari y el líder de la oposición Muhammad Ahmad Mahgoub el 1 de enero de 1956

En mayo de 1957 fue abortado un intento de golpe de Estado de oficiales pro-egipcios. El proyecto egipcio de construir la presa de Asuán envenenaba las relaciones entre los dos Estados, ya que Sudán se oponía. El 30 de junio, por finalización del plazo, quedó disuelto el parlamento y se empezaron a organizar las elecciones. En ese año entró en vigor la libra sudanesa que sustituyó a la libra egipcia. A finales de 1957 una comisión sudanesa fue a Egipto para discutir el asunto de la presa de Asuán. El 1 de febrero de 1958 Egipto reclamaba dos zonas de terreno a los 22 grados de latitud norte que incluían Halaib y la parte norte de Wadi Halfa (que debía quedar inundada por la presa y si era egipcia suponía una baja de la indemnización a pagar al Sudán), pretensión rechazada por sudaneses, provocando que los egipcios concentraran tropas en la frontera. El 20 de febrero Sudán apeló al Consejo de Seguridad de la ONU y ofreció negociar una vez pasadas las elecciones que aún no se habían celebrado por no haberse terminado el censo electoral. Egipto aceptó la demora y retiró las tropas y entre el 27 de febrero y el 8 de marzo se realizaron las elecciones. El Umma obtuvo 63 escaños, el Partido Nacional Unionista (pro-egipcio), 45; el Partido Democrático Popular (cercano a Egipto), 27; el Partido Liberal sudista, 38 (luego se quedó en 20 cuando 16 formaron un grupo sudista independiente, 1 pasó al Partido Antiimperialista (comunista), 1 al Partido Federal sudista o Partido Federal de Sudán del Sur, y cuando los nordistas rechazaron las pretensiones federales de los sudistas se formó el Bloque Federal sudanés del sur, que reunió a 25 diputados). El Senado (30 miembros) 14 de la Umma, 5 del Partido de Unión Nacional, 5 del Partido Democrático Popular y 6 de los grupos sudistas. El 20 de marzo Khalil era confirmado como primer ministro con 103 votos de los 198 del parlamento y el 26 formó un gobierno de coalición con 9 miembros de la Umma y 6 del Partido Democrático Popular.
El 7 de julio de 1958 se ratificó el pacto de ayuda de Estados Unidos, el 9 de julio Egipto (opuesto a ese pacto) volvió a reclamar alegando que el primer ministro Khalil había aprobado ciertos proyectos sobre el agua del Nilo sin contar con la República Árabe Unida (Egipto) tal como preveía un pacto angloegipcio en vigor pero que Sudán había declarado nulo. Las relaciones continuaron tensas y en noviembre el ministro de comercio Rahman (del PPD) marchó a El Cairo para entrevistarse con Gamal Abdel Nasser al mismo tiempo que el jefe del PNU, Ismail al-Azhari, iba también en la capital egipcia. Parecía que estos partidos buscaban una alianza con apoyo de Egipto contra la Umma. Sudán firmó un pacto con Etiopía (de ayuda mutua en caso de agresión exterior, que en este caso para Sudán significaba agresión de Egipto). Khalil se inclinaba abiertamente por los intereses occidentales, lo que le restaba apoyo.

### Golpes de Estado
Tras estos hechos, se constituirán tres dictaduras militares y otros dos periodos democráticos, alternándose.
A finales de 1968, las dos alas Umma acordaron apoyar al Ansar jefe Imam Al Hadi al Mahdi en la elección presidencial de 1969. Al mismo tiempo, el DUP anunció que Azhari también buscaría la presidencia. Los comunistas y otros izquierdistas se alinearon detrás de la candidatura presidencial del expresidente del Tribunal Supremo Babiker Awadallah, a quien veían como un aliado porque había fallado en contra del gobierno cuando se intentó prohibir el SCP. Yaafar al-Numeiry lideró una revuelta que daría lugar a un golpe de Estado.

## Presidentes
- Abdel Fattah al-Magrabi Muhammad, Muhammad Ahmad Yasin, Ahmad Muhammad Salih, Mohamed Othman ad-Dardiri de los géneros 1 Siricio IRA Wani de 1956-17 de noviembre de 1958
- Ibrahim Abboud y Abbud, del 18 de noviembre de 1958 al 16 de noviembre de 1964
- Khatim al-Sirr al-Khalifa (interino) de 16 de noviembre de 1964 hasta 3 de desembre de 1964
- Abdel Halim Muhammad al-Tijani Song, Shaddad Mubarak, e Ibrahim Sulayman Yusuf Adwok Bong Gicomeho Luigi de 3 de desembre juny en 1964 a 10 en 1965
- Ismail al-Azhari, Abdullah al-Fadil al-Mahdi, Luigi Adwok Gicomeho Bong, Abdel Halim Mohamed Hamad Khidr.
- Ismail al-Azhari (presidente del Consejo jersey) 8 de julio de 1965 a 25 de 1969 de mayo.